# زواج جيف بيزوس ولورين سانشيز
أقيم حفل زفاف رجل الأعمال الأمريكي جيف بيزوس والشخصية الإعلامية لورين سانشيز (الإنجليزية: Wedding of Jeff Bezos and Lauren Sánchez) في مدينة البندقية الإيطالية، في 27 يونيو 2025. وقد حظي الحدث الذي استمر عدة أيام، وأقيم في مواقع تاريخية مختلفة في جميع أنحاء المدينة، باهتمام إعلامي كبير بسبب قائمة الضيوف رفيعة المستوى، والاحتفالات الفخمة، والتدابير الأمنية المكثفة. وأثارت أيضًا احتجاجات محلية وانتقادات من نشطاء البندقية بسبب تسويق المدينة واستخدامها كمكان لإقامة المناسبات الفاخرة الخاصة.

## خلفية
كان رجل الأعمال جيف بيزوس متزوج سابقا من ماكنزي سكوت منذ عام 1993 حتى طلاقهما في عام 2019. تزوجت لورين سانشيز من باتريك وايتسيل من عام 2005 إلى 2019. لدى بيزوس وسكوت أربعة أطفال، في حين أن سانشيز ووايتسيل لديهما طفلان معًا.

## الارتباط
وقد تقدم بيزوس لخطبة سانشيز أثناء عطلته في جنوب فرنسا عام 2023. تقدم لها بخاتم خطوبة يحتوي على ماسة وردية كبيرة مقطوعة على شكل وسادة، موضوعة على شريط من البلاتين. يُقدر وزن الماسة بنحو 30 قيراط وتكلفتها ما بين 3 -5 ملايين دولار. أقيم حفل الخطوبة في ايطاليا على متن يخت بيزوس، كورو، على ساحل أمالفي بالقرب من بوسيتانو، بعد شهرين من العرض. ويقال إن من بين الضيوف ليوناردو دي كابريو، وبيل جيتس، وويتني وولف هيرد، وكريس جينر، وويندي مردوخ، وسارة ستودينجر، والملكة رانيا ملكة الأردن، والأميرة رجوة الحسين زوجة ولي عهد الأردن وشقيقته الأميرة إيمان أقيم حفل الخطوبة الثاني للزوجين في منزل أصدقائهما باري ديلر وديان فون فورستنبرج في بيفرلي هيلز.

## عقد القِرَان

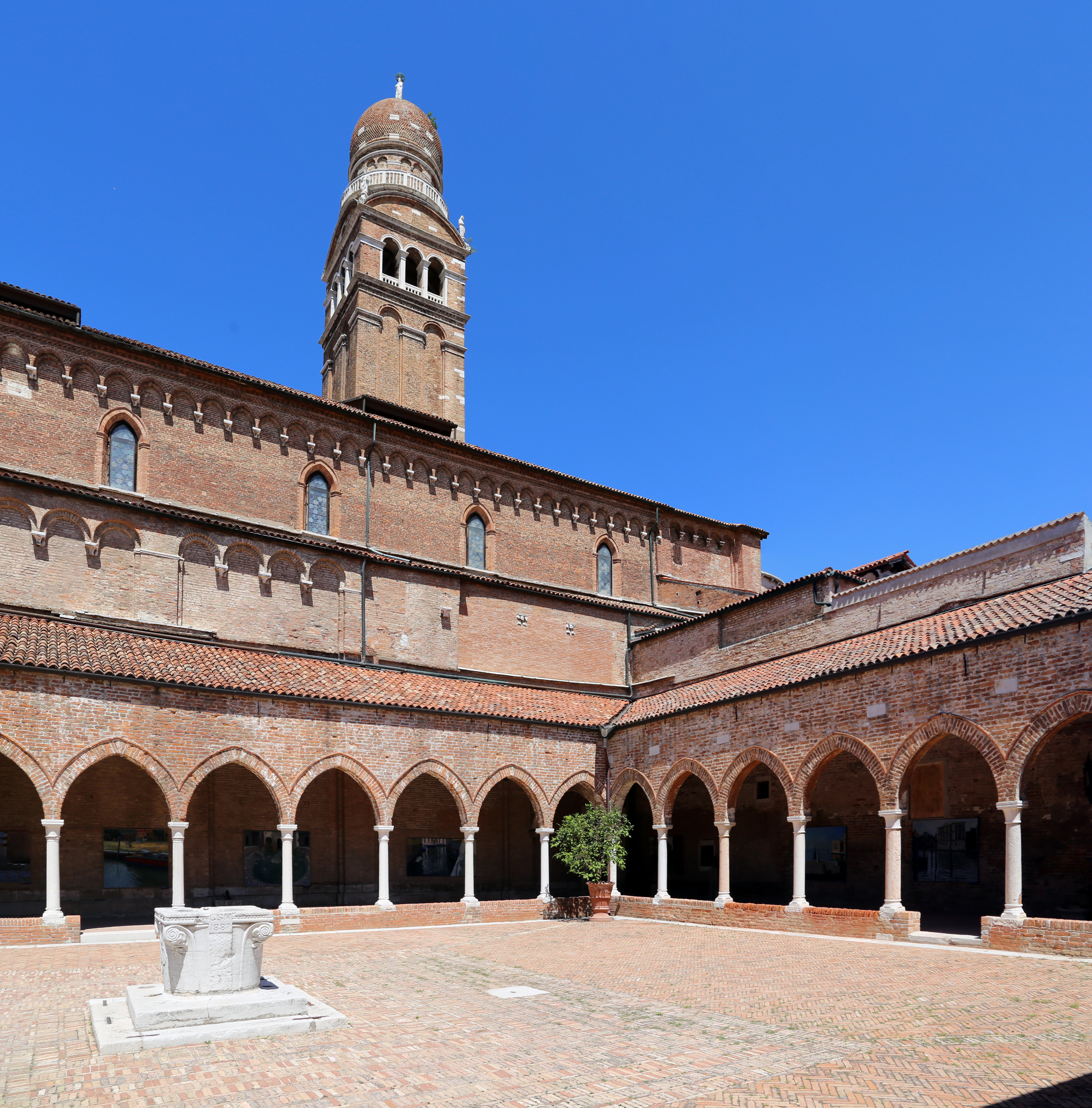
أقيم حفل قبل الزفاف في أديرة كنيسة مادونا ديل أورتو

أقيم حفل الزفاف في البندقية في 27 يونيو 2025، وتبادل الزوجان عهود الزواج في كنيسة سان جورجيو ماجوري في الجزيرة التي تحمل الاسم نفسه. وكان من المتوقع أن يؤدي ماتيو بوتشيلي أداء في الحفل. أقيمت حفلات أخرى كجزء من الاحتفالات، بما في ذلك حفلة حول رواية غاتسبي العظيم، وحفلة بيجامة، وحفلة رغوية. يقال أن سانشيز لديه 27 فستان وزي لحفل الزفاف الموسع. كان الزوجان يقيمان في فندق أمان فينيسيا، في قصر بابادوبولي السابق. أقيم حفل في يوم الخميس الذي يسبق الزفاف في أديرة مادونا ديل أورتو في حي المدينة.
وقال عمدة مدينة البندقية، لويجي بروجنارو، إن الحدث "سيحقق عوائد اقتصادية بملايين اليورو" للمدينة. وفي مقال كتبه في صحيفة ديلي تلغراف، ذكر نيك سكويرز أن هذا سيكون بمثابة "مفاجأة لأصحاب الفنادق، وأصحاب المطاعم، وسائقي سيارات الأجرة المائية، ومراكب الجندول" وسيكون حفل الزفاف الأكثر أهمية للمشاهير في البندقية منذ حفل زفاف جورج كلوني وأمل علم الدين في عام 2015. سيتم تنظيم الحدث من قبل منظمي الحدث Lanza & Baucina.
تشمل الأماكن المحتملة لإقامة حفل الزفاف قصر دوجي، والترسانة الفينيسية، ومؤسسة سيني في سان جورجيو ماجوري. في الواقع، حدث ذلك في جزيرة سان جورجيوماجوري. خلال الحفل، من المرجح أن جيف بيزوس ولورين سانشيز تبادلا الخواتم بشكل رمزي، لكن لا يزال من غير الواضح متى تزوج الزوجان قانونيًا (أو إذا كانا قد تزوجا بالفعل في الولايات المتحدة). ذكرت وسائل إعلام إيطالية أن العديد من الفنادق الفاخرة في البندقية كانت محجوزة بالكامل، بما في ذلك فندق سيبراني، وفندق دانييلي، وفندق بالازو بيساني جريتي. كما ورد أن جميع مركبات الأجرة المائية في البندقية كانت مخصصة لنقل الضيوف. تبرع الزوجان بمبلغ 2 مليون يورو لمشروع دراسة بحيرات منطقة فينيتو.

## الضيوف
وكان من المتوقع حضور ما بين 200 إلى 250 ضيف. نقلت 90 طائرة خاصة الضيوف إلى مطار ماركو بولو، مما أدى إلى توليد إيرادات متوقعة بلغت 48 مليون يورو. وكان من بين الضيوف بيل جيتس، وليوناردو دي كابريو، وتوبي ماجواير، وأندرو جارفيلد، وميك جاغر، وأوبرا وينفري، وباربرا سترايساند، وكاتي بيري، وليدي جاجا، وكيم كارداشيان، وخلوي كارداشيان، وكيندال جينر، وإيفا لونجوريا، وإيفانكا ترامب.

## التكلفة

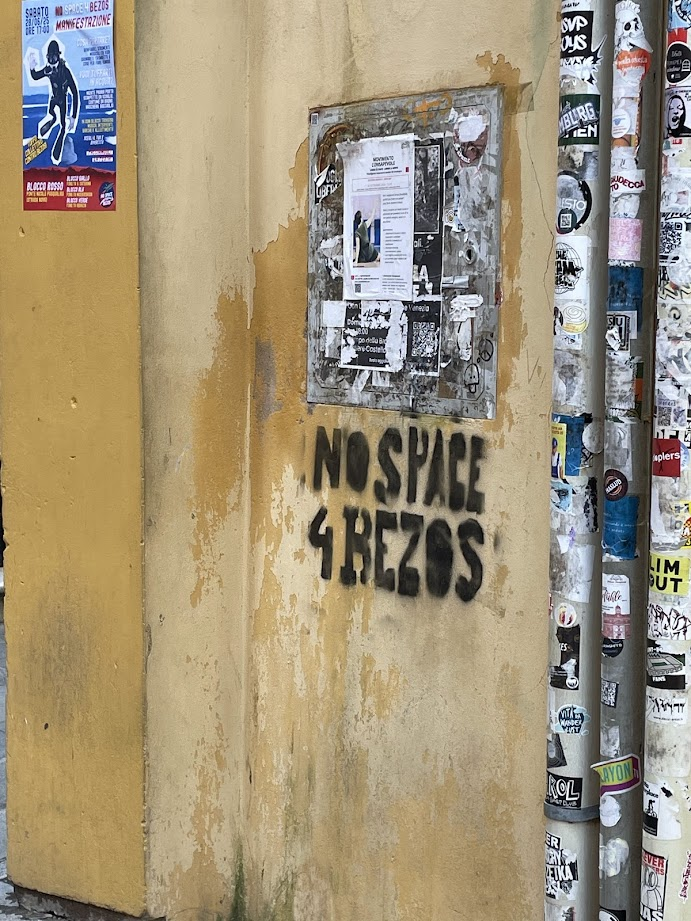
كتابات جرافيتي تعارض حفل زفاف بيزوس

أطلق على حفل زفاف جيف بيزوس "زفاف القرن"، حيث تزيد تكلفة حفل زفاف جيف بيزوس ولورين سانشيز وفقا لتقارير صحفية عن 55 مليون دولار، ورغم الكشف عن التكلفة التقديرية لزفاف القرن إلا أن مكان حفل الزواج ما زال سريا، فهناك تكتم كامل على العديد من تفاصيل وتحضيرات حفل الزفاف الأضخم حتى الآن. وقد تضمنت دعوة حفل زفاف جيف بيزوس ولورين سانشيز، طلبا خاصا من المدعوين، وهو عدم إحضارهم هدايا، بل التبرع بقيمتها لصالح لمكتب اليونسكو في البندقية، وبرنامج أبحاث كوريلا، وجامعة البندقية الدولية.

## المعارضة والاحتجاجات المحلية
أثار الزفاف معارضة واحتجاجات من قبل سكان البندقية. صرح ناشط من مجموعة "لا مكان لبيزوس" أن حفل الزفاف كان "... رمزًا لاستغلال المدينة من قِبل الغرباء ... البندقية أصبحت الآن مجرد ميزة" وأن "البندقية تُعامل كواجهة عرض أو مسرح". علّقت المجموعة لافتات على جسر ريالتو وبرج جرس سان جورجيو ماجوري. كان النشطاء يخططون للاحتجاج في مدرسة الرحمة القديمة، حيث كان من المقرر أن تقام احتفالات الزفاف، عن طريق ملء القناة بالتماسيح القابلة للنفخ. نُقل مكان الحدث إلى ترسانة البندقية في منطقة كاستيلو، والتي وصفتها رويترز بأنها "محاطة بالمياه ويستحيل الوصول إليها عبر البر عند بناء الجسور المتصلة". كما زُعم أن مكان الحدث قد تغير بسبب الإجراءات الأمنية المشددة في أعقاب الحرب الإيرانية الإسرائيلية والحضور المتوقع لإيفانكا ترامب، ابنة رئيس الولايات المتحدة، دونالد ترامب.